# Необоротні реакції
Необоро́тні реа́кції — хімічні реакції, які відбуваються лише в одному напрямку і при яких узяті речовини без залишку перетворюються на продукти реакції, які не реагують між собою за даних умов. Такі реакції супроводжуються, зокрема, утворенням малодисоціюючих сполук, випадінням осаду, утворенням газуватих речовин:
Ba(ClO2)2 + H2SO4 → HClO2 + BaSO4↓
NaHCO3 + CH3COOH → CH3COONa + H2O + CO2↑
Однак при зміні умов протікання реакції теоретично можливо змістити рівновагу будь-якої реакції.
Відповідно до рівняння енергії Гіббса, необоротні процеси відбуваються із зменшенням ентальпії і збільшенням ентропії. Це означає, що для необортних хімічних реакції енергія Гіббса за будь-яких умов (концентрація реагуючих речовин і температура) завжди матиме від'ємне значення і реакція відбуватиметься тільки в одному напрямку.